# Diaphorus rostratus
Diaphorus rostratus är en tvåvingeart som först beskrevs av Jacques-Marie-Frangile Bigot 1890.  Diaphorus rostratus ingår i släktet Diaphorus och familjen styltflugor.
Artens utbredningsområde är Sri Lanka. Inga underarter finns listade i Catalogue of Life.